# جزر حوار

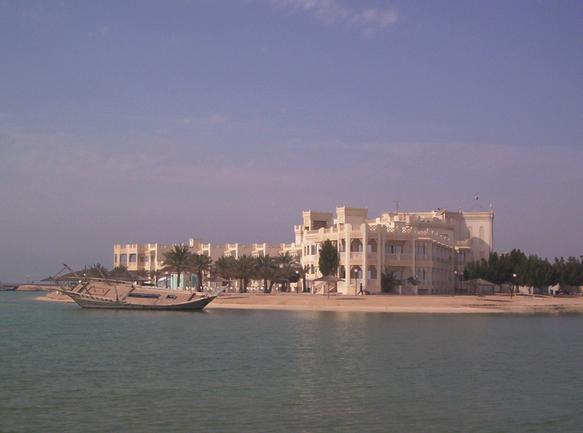

جزر حوار أرخبيل جزر مكوّن من 14 جزيرة صغيرة أكبرها هي جزيرة حوار البحرينية كانت هذه الجزر محل خلاف بين البحرين وقطر والمياه الإقليمية المجاورة للجزر حيث تبعد الجزر عن قطر كيلومترين فقط. في عام 2001 اقترحت قطر حل الخلاف عن طريق محكمة العدل الدولية بشكل سلمي وصدر قرار نهائي لا رجعة فيه من المحكمة أن أغلب جزر أرخبيل حوار للبحرين وعلى رأسها جزيرة حوار الأكبر حجماً بينما أعطى الحكم لقطر ملكية جزيرة جنان وفشت الديبل وسيادة قطر على الزبارة.

## الوصف

علم جزر حوار

على الرغم من قربها من قطر (1.1 كيلومتر (0.68 ميل) من البر القطري في حين تبعد 16 كيلومتر (9.9 ميل) من الجزر الرئيسية في البحرين) فإن هذه الجزر تنتمي إلى البحرين بعد أن كانت جزءاً من الخلاف بين البحرين وقطر التي تم حلها في عام 2001. كانت الجزر تابعة لبلدية منطقة جزر حوار وتدار الآن كجزء من المحافظة الجنوبية. مساحة أرض الجزر حوالي 52 كيلومتر مربع.
أُدرجت الجزر كموقع رامسار في عام 1997. وفي عام 2002 طلبت الحكومة البحرينية اعتبار الجزر موقعا للتراث العالمي نظراً لبيئتها الفريدة وموئلا للأنواع المهددة بالانقراض. رُفض الطلب في نهاية المطاف. هذا الموقع موطن لكثير من أنواع الطيور ولا سيما غراب البحر السوقطري. هناك قطعان صغيرة من المها العربي والغزال الدرقي في جزيرة حوار والبحار حول دعم عدد كبير من الأطوم.
على الرغم من أن هناك 36 جزيرة في المجموعة فإن العديد من هذه الجزر الصغيرة هي أكثر قليلا من تراكمات رملية أو الحصى على مناطق مكشوفة من صخر الأديم مصبوب على العمليات الجارية للترسيب والتراكم. توجد 8 جزر رئيسية (أنظر الجدول أدناه) والذي ينطبق على وصف الجزر عند مسحها أولاً بأنها تتكون من 8 أو 9 جزر. وكثيرا ما وصفت بأنها أرخبيل من 16 جزيرة. جزيرة جنان إلى الجنوب من جزيرة حوار لا يعتبر من الناحية القانونية جزءا من المجموعة وتعود ملكيتها إلى قطر.
الجزر كانت أحد مستوطنات الفرع البحريني للدواسر الذين استقروا هناك في أوائل القرن 19. تم استطلاع الجزر لأول مرة في عام 1820 عندما كانت تسمى جزر المأمور وسجلت وجود قريتين. هي الآن غير مأهولة بينما توجد حامية للشرطة وبيوت سكنية وفندق على الجزيرة الرئيسية. الوصول إلى جميع الجزر باستثناء جزيرة حوار الرئيسية مقيد بشدة. يسمح للصيادين المحليين الاصطياد في المياه المجاورة وهناك بعض الصيد الترفيهي والسياحي في وحول الجزر. المياه العذبة شحيحة دائما واليوم توجد محطة تحلية.

## قائمة الجزر

### أرخبيل حوار

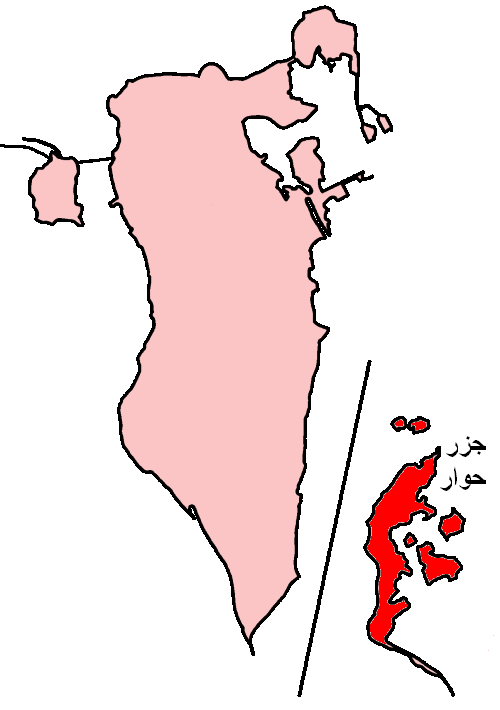
موقع جزر حوار

أكبر جزيرة هي جزيرة حوار وتبلغ مساحتها 41 كيلومتر مربع من أصل مساحة الأرخبيل البالغة 52 كيلومتر مربع. تليها في الحجم سواد الجنوبية ثم سواد الشمالية ثم ربض الشرقية ثم ربض الغربية ثم أمحزوزة.
| الاسم         | الإحداثيات | أعلى ارتفاع (بالمتر) | تعليقات |
| ------------- | ---------- | -------------------- | --- |
| جَزِيرَة حَوَار    |            | 22.0                 | طول الجزيرة 18 كم ويتراوح عرضها ما بين 5.2 كيلومتر و0.9 كيلومتر. حافة الشاطئ في الساحل الغربي معقد حيث أنه منحدر من الحصى الذي يرتفع من الغرب إلى الشرق. الخليج والمنحدر الصخري يشكلان الواجهة الأمامية للساحل الشرقي السبخة ومحطات نهائية من أراضي منخفضة بسبب عوامل ريحية تشكلت هياكل مرجانية متكلسة وحصيرة طحلبية. |
| سُوَاد اَلْجَنُوبِيَّة |            | 4.0                  | تتكون سواد الجنوبية من تراكمات من الرمل والحصى والسبخة ومغطى بطبقة من الملح مما جعل الصخور السطحية تتشكل على هيئة صخرة الشاطئ إلى الشمال. يتواجد الطين والمياه الضحلة والسطحية والشواطئ ذات الرمال في الجنوب. يستضيف مجموعة كبيرة من غراب البحر السوقطري وهو ما يمثل أكثر من 10٪ في العالم.                           |
| سُوَاد اَلشَّمَالِيَّة |            | 3.0                  | تتكون سواد الشمالية من تراكمات من الرمل والحصى والسبخة ومغطى بطبقة من الملح مما جعل الصخور السطحية تتشكل على هيئة صخرة الشاطئ إلى الشمال. يغطي الطين والمياه الضحلة والسطحية والشواطئ ذات الرمال في الجنوب وجنوب الشرق.                                                                                               |
| رَبَض اَلشَّرْقِيَّة   |            | 0.8                  | تتكون ربض الشرقية من تراكمات من الرمل والحصى والسبخة ومغطى بطبقة من الملح في الساحل الشمالي والشمالي الشرقي. يغطي الطين والمياه والبحيرات الضحلة منطقة كبيرة من الجنوب الشرقي. يغطي قبالة الجزيرة الصخور والغطاء النباتي. تعتبر الجزيرة مستوطنة لبلشون الصخر.                                                         |
| ربض الغربية   |            | 1.0                  | تتكون ربض الغربية من تراكمات من الرمل والحصى والسبخة في الشاطىء الشمال والغربي بينما تغطي السهول الطينية والمياه والبحيرات الضحلة الساحل الجنوبي والشرقي. الشاطئ مكشوف بالصخور والغطاء النباتي. تعتبر الجزيرة مستوطنة لبلشون الصخر.                                                                                   |
| أمحزوزة       |            | 12.5                 | تتكون الجزيرة من الصخور والمنحدرات المقوضة والرمل والحصى ومدرجات بحرية رملية في الساحل الجنوبي وتراكمات الرمال وراءها. الوسط يوجد شعيب مفتوح مع إطار من الصخور. |
| أم جني        |            | 0.5                  | تتكون أم جني من تراكمات من الرمل والحصى مع مناطق من المياه الضحلة عند الشاطئ الصخري والخلجان الضحلة المحيطة بها. |
| عَجِيرَة         |            | 7.0                  | تتكون عجيرة من الصخور والمنحدرات والمناطق المقوضة بالصخور والشعاب الشاطئية. يوجد واجهة بحرية واحدة في الساحل الجنوبي الغربي وتراكمات الحصى خلفه. |
| بُو سَدَاد       |            | 2.0                  | تتكون بو سداد من تراكمات من الرمل والحصى مع مناطق صخرية والمياه والبحيرات الضحلة المحيطة بها. الشواطئ العاصفة في الجهة الشمالية. قبالة الشاطىء مغطى بالرمل والطين والغطاء النباتي. |
| الحجيات       |            | 7.5                  | تتكون من 3 جزر. تتكون من الضخور ومنحدرات مقوضة مدرجة ورمل وحصى وشعاب. |
| اَلْوُكُور        |            | 10.0                 | كومة معزولة مع شاطىء من الحصى محيط ببحيرة ضحلة. |
| بو تمور       |            | 1.5                  | منصات صخرية معزولة. |

فيما يلي جزر لا تعتبر كجزء من جزر حوار بحكم محكمة العدل الدولية كونها تقع بين حوار وجزر البحرين ولا تنازعها عليها قطر ولكن تم تضمينها في أرخبيل حوار من قبل الحكومة البحرينية كجزء من طلب المقدم لموقع التراث العالمي عام 2002.
| الاسم      | الإحداثيات | أعلى ارتفاع (بالمتر) | تعليقات |
| ---------- | ---------- | -------------------- | --- |
| مَشْتَان      |            |                      | تقع الجزيرة في الجهة الشمالية من جزيرة البحرين. على بعد متساو تقريبا عن جزيرتي حوار وربض الغربية وهي مرتفعة بشكل بسيط عن المد والمد منخفض في مشتان بشكل كثير. |
| اَلْمُعْتَرِض    |            |                      | الشعب المرجانية تقع على الجنوب الشرقي من مشتان. يمكن من هذا المكان رؤية أكبر عدد من الأطوم في المنطقة.                                                        |
| فَشْت بُو ثَوْر |            |                      | الشعاب المرجانية توجد على مسافة 100 متر. |

### جزيرة جنان
تعتبر جزيرة جنان من أرخبيل جزر حوار وكانت أيضا ضمن قرار حكم محكمة العدل الدولية عام 2001 التي منحتها لقطر .

## الاختلاف بين قطر والبحرين على الزبارة وجزر حوار
أصدرت محكمة العدل الدولية في لاهاي حكما ملزما وغير قابل للاستئناف بشأن النزاع الحدودي على المياه الإقليمية بين قطر والبحرين الذي استمر قرابة خمسين عاما. فقد أعلنت المحكمة بأن دولة قطر لها السيادة على مدينة الزبارة القطرية وجزيرة جنان جنوباً وحد جنان وفشت الديبل شمالاً. كما حكمت للبحرين بالسيادة الكاملة على أرخبيل جزر حوار. وحكمت بأن يكون لسفن قطر التجارية حق المرور السلمي في المياه الإقليمية للبحرين الواقعة بين جزر حوار والبر البحريني.
وقد صدر الحكم عقب قراءة المحكمة للحيثيات التي استندت إليها في إصدار حكمها، وقد استغرق ذلك عدة ساعات. وبذلك أُسدل الستار على أطول نزاع قضائي أمام محكمة العدل في قضية الخلاف الحدودي بين قطر والبحرين. وكانت المحكمة أعلنت أنها ستصدر حكما نهائيا لا يجوز الطعن فيه أو الاحتجاج عليه من أي من الطرفين.
واستمر تداول المحكمة للقضية تسع سنوات فيما يعد أطول نزاع إقليمي ورد إليها. وتسبب النزاع في توتر العلاقات بين الجارين الخليجيين منذ عدة عقود. وكان الخلاف يتركز على مجموعة جزر «حوار» الغنية بالنفط والغاز والواقعة تحت سيطرة البحرين وتعتبرها قطر أراضي تابعة لها. وتطالب البحرين من جانبها بالسيادة على شريط الزبارة الساحلي في شمالي غربي قطر.
ولجأت قطر بعد سنوات إلى محكمة العدل الدولية لحسم النزاع. ووصفت متحدثة باسم المحكمة في مدينة لاهاي بهولندا النزاع بأنه من أكثر القضايا حجما من حيث عدد الوثائق التي تم تبادلها.
ويرجع تاريخ النزاع بشأن حوار إلى الثلاثينيات من القرن الماضي عندما تدخّل المحتل البريطاني المسيطر آنذاك على كل من البحرين وقطر لحل هذا النزاع بين الأسرتين الحاكمتين وقرر تبعية هذه الجزر للبحرين.
وأعلن أمير قطر الشيخ حمد بن خليفة آل ثاني في نوفمبر/ تشرين الثاني الماضي أن القرار البريطاني كانت له اعتبارات سياسية ونفطية ولا يستند إلى أسس عادلة أو نزيهة على حد قوله. ويرى مراقبون أن البحرين التي كانت تؤيد وساطة إقليمية لحل النزاع، شعرت بالقلق عندما أقامت قطر دعوى أمام المحكمة الدولية في الثامن من يوليو/ تموز 1991.
وكان دبلوماسي غربي توقع استمرار الوضع القائم بحيث تبقى جزر حوار مع البحرين والزبارة مع قطر. وأضاف "لكنه سيكون أمرا جيدا للبلدين لأنه سيؤدي إلى ترسيم الحدود بين الدولتين وتلافي أي مشاحنات في المستقبل.
يشار إلى أن هناك التزاما أدبيا بأن تنفذ الدولتان الحكم الصادر عن المحكمة الدولية، وفي حال عدم قبول إحداهما به فيمكنها اللجوء إلى مجلس الأمن. ومن المقرر أن يلقي أميرا الدولتين خطابين لشعبيهما بعد صدور الحكم.
وكان أمير قطر أعلن في ختام زيارة قام بها للبحرين البلدين تجاوزا الخلافات الحدودية بينهما. ونقلت وكالة الأنباء القطرية الرسمية عن الشيخ حمد لدى عودته من المنامة قوله «إن الخلاف الحدودي قد انتهى».

## قرار محكمة العدل الدولية 2001
في عام 2001 أصدرت محكمة العدل الدولية قرارها بأن دولة قطر لها السيادة على الزبارة وجزيرة جنان وحد جنان وفشت الديبل. كما حكمت للبحرين بالسيادة على جزر حوار وجزيرة قطعة جرادة. وحكمت بأن يكون لسفن قطر التجارية حق المرور السلمي في المياه الإقليمية للبحرين الواقعة بين جزر حوار والبر البحريني.

## مخطط منطقة جزر حوار
مشروع سياحي يضم فنادق ومنتجعات ومناطق متعددة الاستخدام، وتم تخطيط الجزيرة مع مراعاة الطبيعية البيئية الخاصة بها، كما تم تقسيم منطقة التطوير إلى 4 مناطق تشمل محميات طبيعية، ومنتجعات مطلة على الواجهة البحرية، ومساحات مفتوحة ومماشي.
جاء ذلك ضمن الإعلان عن تفاصيل المشاريع التنموية الكبرى ضمن خطة التعافي الاقتصادي.

## فندق ومنتجع مانتيس
إطلاق فندق جديد تابع لعلامة مانتيس في جزيرة حوار في مملكة البحرين ومن المقرر افتتاح فندق ومنتجع مانتيس جزيرة حوار في العام 2024، وسيتميز بتقديم مزيج من الرفاهية والسياحة البيئية.
جزيرة حوار  تبعد 45 دقيقة بالقارب عن البحرين، ونال تاريخها الطبيعي تقديرًا عالميًا، وسيحظى الضيوف بفرصة الإقامة في فيلات مشيدة فوق الماء تتيح وصولًا مباشرًا إلى البحر، إلى جانب الاستمتاع بالخدمات الفائقة والجودة والطبيعة الخلابة للجزيرة.
ومن المقرر أن يتم بناء الفندق على الساحل الغربي لجزيرة حوار، وستحيط به محمية للحياة البرية، مما سيجعله وجهة فريدة من نوعها في الشرق الأوسط. كما سيستمتع الزوار بالتنوع البيئي للجزيرة، و سيتمكنون من رؤية غزلان الرمال، والمها العربي، والشعاب المرجانية متعددة الألوان، وأبقار البحر المهددة بالانقراض. كما ستلبي الجزيرة شغف هواة مراقبة الطيور، حيث تعتبر وجهة للعديد من الطيور المهاجرة، ولا سيما الغراب السوقطري وعقاب السمك النساري وصقر الغروب.
ومن المقرر أن يضم هذا الفندق والمنتجع 72 فيلا، وخمسة مطاعم، والعديد من المرافق الرياضية والترفيهية مثل: حديقة مغامرات، وملعب تنس، ومسار للدراجات، ومنتزه مائي. كما أنه مزود بمهبط للمروحيات.
وسيتميز الفندق بفكرتين رئيسيتين: المنتجع الشاطئي الذي سيشمل وحدات إقامة فاخرة ومناطق للاسترخاء، ومقاهي، ومناطق لممارسة التأمل، ومناطق اجتماعية أخرى لعشاق المغامرات والرياضة، ومجموعة متنوعة من الأنشطة الترفيهية مثل التنزه الصباحي والمشي على الشاطئ وجلسات اليوجا الشاطئية والرياضات المائية. 